# Do You Want To
"Do You Want To" é o primeiro single da banda de  escocesa de indie rock Franz Ferdinand em seu segundo álbum You Could Have It So Much Better.
Foi lançado em 19 de setembro de 2005 e alcançou a quarta posiçao no UK Singles Chart. Em 2006, o single recebeu o certificado de Ouro pela RIAA.

## História
A canção foi escrita como uma espécie de piada depois de Alex Kapranos chegou em casa de uma festa de uma noite onde as pessoas estavam gritando as coisas mais ridículas e profano para o outro. As letras são basicamente algumas coisas que ouviu mulheres diferentes gritar com ele sobre o barulho da festa. A música é dirigida a uma pessoa da banda se conheceram na festa (aparentemente em uma galeria de arte ou algum outro local, artística ou intelectual), e, essencialmente, convida o destinatário a [sexo [descontraído | hook up]].

## Faixas

### VersãoUK
CD
RUG211CD
1. "Do You Want To"
2. "Your Diary"

Maxi-CD
RUG211CDX
1. "Do You Want To"
2. "Fabulously  Lazy"
  - Lead vocals: Nick McCarthy (verses, bridge) and Alex Kapranos (chorus)
3. "What You Meant" (Acoustic Version)

7"
RUG211
1. "Do You Want To"
2. "Get Away"
  - Lead vocals: Nick McCarthy (verses) and Alex Kapranos (chorus)

12"
RUG211T
1. "Do You Want To" (Erol Alkan Glam Racket Remix)
2. "Do You Want To" (Original Version)

### Versão Europeia
Cardsleeve CD
1. "Do You Want To"
2. "Your Diary"

## Tabelas musicais
| Paradas (2005-06)                              | Melhor posição |
| ---------------------------------------------- | -------------- |
| Bélgica (Ultratip Bubbling Under de Flandres)  | 8              |
| Canadá Rock Top 30 (Radio & Records)           | 4              |
| Europa (Eurochart Hot 100)                     | 13             |
| França (SNEP)                                  | 68             |
| Alemanha (Offizielle Deutsche Charts)          | 70             |
| Irlanda (IRMA)                                 | 26             |
| Itália (FIMI)                                  | 35             |
| Países Baixos (Single Top 100)                 | 13             |
| Escócia (Scottish Singles Chart)               | 2              |
| Espanha (PROMUSICAE)                           | 5              |
| Suécia (Sverigetopplistan)                     | 45             |
| Suíça (Schweizer Hitparade)                    | 75             |
| Reino Unido (UK Singles Chart)                 | 4              |
| Reino Unido (OCC UK Indie)                     | 1              |
| Estados Unidos (Billboard Hot 100)             | 76             |
| Estados Unidos (Billboard Alternative Airplay) | 9              |

## Certificações
| País           | Certificador | Certificação |
| -------------- | ------------ | ------------ |
| Estados Unidos | RIAA         | Ouro         |